# 新塞利夫卡 (索菲伊夫卡村委會)
48°50′19″N 36°26′11″E / 48.83861°N 36.43639°E

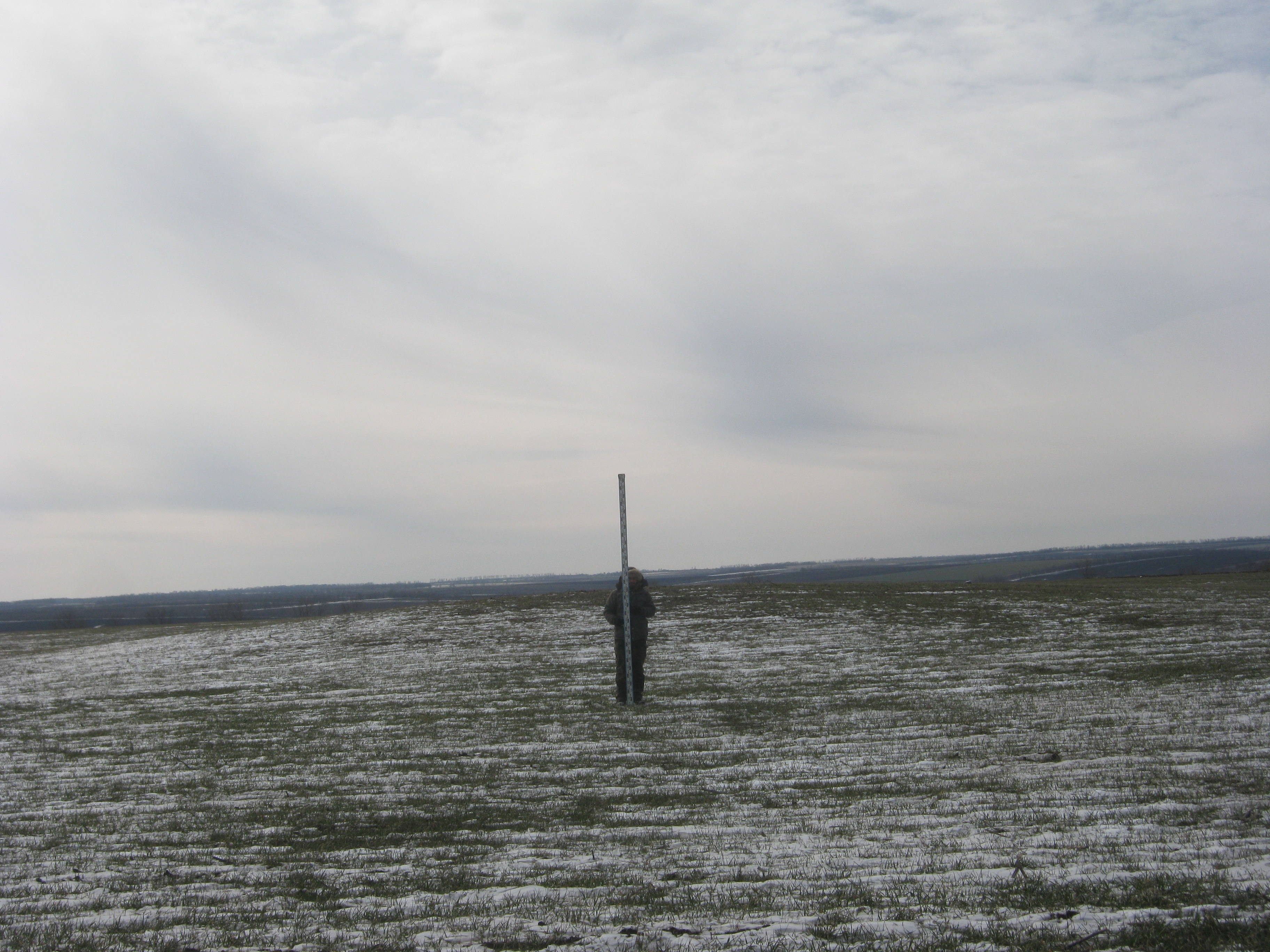

新塞利夫卡（烏克蘭語：Новоселівка）是烏克蘭東部哈爾科夫州洛佐瓦區布利茲紐基市鎮内的村莊。2020年乌克兰行政区划改革前由索菲伊夫卡村委會管轄。該村處於大捷爾尼夫卡河畔，始建於1790年，面積0.32平方公里，海拔高度153米，2001年人口186。